# Partie polityczne Turcji
Partie polityczne w Turcji – system wielopartyjny funkcjonuje w Turcji od 1945. Od tego czasu powstało i zakończyło swoją działalność wiele partii politycznych. Wiele z nich zostało do tego zmuszonych wskutek delegalizacji, nowe partie często kontynuują działalność ugrupowania rozwiązanego.
W 1980 na skutek wojskowego zamachu stanu wszystkie partie polityczne zostały zdelegalizowane, a liderom zabroniono działalności na dziesięć lat. W 1983 partie zostały odtworzone, częściowo powstały w swojej poprzedniej postaci, częściowo utworzono ugrupowania o nowej tożsamości. Swoją obecną postać turecki system partyjny przybrał dwadzieścia lat temu, jednak partie należące do niego mają dłuższą przeszłość.

## Wymogi prawne
Wymogi prawne, jakie muszą spełnić współczesne tureckie partie, regulują: Konstytucja z 1982, Ustawa o partiach politycznych z kwietnia 1983 i prawo wyborcze.
Próg wyborczy do parlamentu jest wysoki i wynosi 10%. Żeby uczestniczyć w wyborach, partie muszą mieć swoje organizacje lokalne przynajmniej w połowie prowincji, przynajmniej na pół roku przed datą wyborów. Muszą też odbyć zjazd partyjny lub posiadać grupę parlamentarną. Wszystkie partie muszą mieć swoje biura w Ankarze.
Do założenia partii wymagane jest złożenie podpisów trzydziestu obywateli tureckich, posiadających pełnię praw wyborczych. Programy i statuty partii nie mogą pozostawać w sprzeczności z zasadą integralności państwa, prawami człowieka, suwerennością narodu oraz z zasadami demokratycznej i laickiej republiki. Nie można też tworzyć partii, których celem jest dominacja jednej grupy lub klasy lub też ustanowienie dyktatury.
Partie nie mogą być finansowane przez związki zawodowe, fundacje, spółdzielnie lub inne publiczne organizacje profesjonalne. Kontrola finansów partyjnych sprawowana jest przez Trybunał Konstytucyjny, który może także rozwiązać partie na wniosek prokuratora.

## Partie z reprezentacją parlamentarną
Partie polityczne posiadające przedstawicieli Wielkim Zgromadzeniu Narodowym Turcji po wyborach parlamentarnych w 2023:
| Partia polityczna | Partia polityczna | Partia polityczna                                                                | Ideologia                                                                      | Liderzy                                   | Mandaty |
| Partia polityczna | Partia polityczna | Partia polityczna                                                                | Ideologia                                                                      | Liderzy                                   | TBMM    |
| ----------------- | ----------------- | -------------------------------------------------------------------------------- | ------------------------------------------------------------------------------ | ----------------------------------------- | ------- |
|                   |                   | Partia Sprawiedliwości i Rozwoju (AKP) Adalet ve Kalkınma Partisi                | Narodowy konserwatyzm, konserwatyzm społeczny, lekki eurosceptycyzm            | Recep Tayyip Erdoğan                      | 264/600 |
|                   |                   | Republikańska Partia Ludowa (CHP) Christlich Demokratische Union Deutschlands    | Kemalizm, socjaldemokracja, proeuropeizm                                       | Özgür Özel                                | 127/600 |
|                   |                   | Ludowa Partia Równości i Demokracji (DEM) Halkların Eşitlik ve Demokrasi Partisi | Mniejszość kurdyjska, federalizm, zielona polityka, socjalizm                  | Tuncer Bakırhan, Tülay Hatimoğulları Oruç | 57/600  |
|                   |                   | Partia Narodowego Działania (MHP) Milliyetçi Hareket Partisi                     | Ultranacjonalizm, narodowy konserwatyzm, panturkizm, eurosceptycyzm            | Devlet Bahçeli                            | 50/600  |
|                   |                   | Dobra Partia (İYİ) İYİ Parti                                                     | Kemalizm, narodowy konserwatyzm, liberalizm, proeuropeizm                      | Müsavat Dervişoğlu                        | 32/600  |
|                   |                   | Partia Demokracji i Postępu (DEVA) Demokrasi ve Atılım Partisi                   | Konserwatywny liberalizm, proeuropeizm                                         | Ali Babacan                               | 15/600  |
|                   |                   | Partia Szczęścia (SAADET) Saadet Partisi                                         | Millî Görüş, islamizm                                                          | Temel Karamollaoğlu                       | 10/600  |
|                   |                   | Partia Przyszłości (GP) Gelecek Partisi                                          | Liberalny konserwatyzm, konserwatywny liberalizm, proeuropeizm, parlamentaryzm | Ahmet Davutoğlu                           | 10/600  |
|                   |                   | Partia Wolnej Sprawy (HÜDA PAR) Hür Dava Partisi                                 | Mniejszość kurdyjska, islamizm, federalizm                                     | Zekeriya Yapıcıoğlu                       | 4/600   |
|                   |                   | Nowa Partia Dobrobytu (YENİDEN REFAH) Yeniden Refah Partisi                      | Millî Görüş, islamizm                                                          | Fatih Erbakan                             | 4/600   |
|                   |                   | Partia Demokratyczna (DP) Demokrat Parti                                         | Konserwatywny liberalizm, proeuropeizm, kemalizm                               | Gültekin Uysal                            | 3/600   |
|                   |                   | Partia Pracujących Turcji (TİP) Türkiye İşçi Partisi                             | Komunizm, marksizm-leninizm                                                    | Erkan Baş                                 | 4/600   |
|                   |                   | Partia Regionów Demokratycznych (DBP) Demokratik Bölgeler Partisi                | Mniejszość kurdyjska, regionalizm, socjaldemokracja                            | Çiğdem Kılıçgün Uçar, Keskin Bayındır     | 2/600   |
|                   |                   | Partia Pracy (EMEP) Emek Partisi                                                 | Komunizm, marksizm-leninizm                                                    | Seyit Aslan                               | 2/600   |
|                   |                   | Demokratyczna Partia Lewicy (DSP) Demokratik Sol Parti                           | Kemalizm, socjaldemokracja, lewicowy nacjonalizm                               | Önder Aksakal                             | 1/600   |

## Pozostałe partie
Lista wybranych pozostałych partii działających na terenie Turcji:
- Unia Sprawiedliwości (Adalet Birlik Partisi — AB PARTİ)
- Partia Sprawiedliwości (Adalet Partisi — AP)
- Partia Ojczyźniana (Anavatan Partisi — ANAP)
- Niezależna Partia Turcji (Bağımsız Türkiye Partisi — BTP)
- Partia Wielkiej Jedności (Büyük Birlik Partisi — BÜYÜK BİRLİK)
- Partia Regionów Demokratycznych (Demokratik Bölgeler Partisi — DBP)
- Partia Przyszłości (Gelecek Partisi — GP)
- Młoda Partia (Genç Parti — GENÇPARTİ)
- Partia Praw i Wolności (Hak ve Özgürlükler Partisi — HAK-PAR)
- Ludowa Partia Demokratyczna (Halkların Demokratik Partisi — HDP)
- Partia Ludowo-Wyzwoleńcza (Halkın Kurtuluş Partisi — HKP)
- Partia Drogi Narodowej (Milli Yol Partisi — MYP)
- Partia Narodowa (Millet Partisi — MİLLET)
- Partia Wolności i Sprawiedliwości (Sol Parti — SOL Parti)
- Ruch Komunistyczny w Turcji (Türkiye Komünist Hareketi — TKH)
- Komunistyczna Partia Turcji (Türkiye Komünist Partisi — TKP)
- Partia Wolności Społecznej (Toplumsal Özgürlük Partisi — TÖP)
- Partia Ruchu Robotniczego (Emekçi Hareket Partisi — EHP)
- Partia Patriotyczna (Vatan Partisi — VP)
- Nowa Partia Turcji (Yeni Türkiye Partisi — YTP)
- Partia Zwycięstwa (Zafer Partisi — ZP)
- Socjalistyczna Partia Wyzwolenia (Toplumcu Kurtuluş Partisi — 1920 TKP)
- Alternatywa Socjalistyczna (Sosyalist Alternatif — SA)
- Rewolucyjna Socjalistyczna Partia Robotnicza (Devrimci Sosyalist İşçi Partisi — DSİP)
- Rewolucyjna Partia Robotnicza (Devrimci İşçi Partisi — DİP)
- Liberalno-Demokratyczna Partia (Liberal Demokrat Parti — LDP)
- Socjalistyczna Partia Robotnicza Turcji (Türkiye Sosyalist İşçi Partisi — TSİP)
- Partia Ojczyzny (Yurt Partisi — YURT-P)
- Wielka Partia Ruchu Turan (Büyük Turan Hareketi Partisi — TURAN)
- Partia Unii Ötüken (Ötüken Birliği Partisi — ÖTÜKEN)
- Partia Narodowa (Ulusal Parti — ULUSAL)
- Partia Walki Narodowej (Milli Mücadele Partisi — MMP)
- Partia Zielonych (Yeşiller Partisi — YEŞİLLER)
- Partia Zielonej Lewicy (Yeşil Sol Parti — YSP)
- Partia Kobiet (Kadın Partisi — KP)
- Partia Centrum (Merkez Parti — MEP)

## Partie nielegalne
Lista wybranych partii, których działalność została zakazana na terenie Turcji:
- Kurdyjska Partia Demokratyczna / Północ (Kürdistan Demokrat Partisi/Kuzey — PDK-T)
- Komunistyczna Partia Kurdystanu (Kurdystan Komünist Partisi — KKP)
- Komunistyczna Partia Pracy Turcji / Leninistów (Türkiye Komünist Emek Partisi/Leninist — TKEP/L)
- Turecka Partia Komunistyczna / Marksiści-Leniniści (Türkiye Komünist Partisi/Marksist-Leninist — TKP/ML)
- Partia Pracujących Kurdystanu (kurd. Partiya Karkerên Kurdistanê — PKK)
- Maoistowska Partia Komunistyczna (Maoist Komünist Partisi — MKP)
- Marksistowsko-Leninowska Partia Komunistyczna (Marksist-Leninist Komünist Parti — MLKP)
- Rewolucyjna Partia i Front Wyzwolenia (Devrimci Halk Kurtuluş Partisi-Cephesi — DHKP-C)
- Rewolucyjna Partia Komunardów (Devrimci Komünarlar Partisi — DKP)
- Rewolucyjna Komunistyczna Partia Turcji (Türkiye Devrimci Komünist Partisi — TDKP)
- Islamska Partia Kurdystanu (kurd. Partiya Îslamiya Kurdistan — PÎK)
- Partia Dobrobytu (1983) (Refah Partisi — RP)
- Partia Cnoty (Fazilet Partisi — FP)

## Partie historyczne
Lista wybranych partii historycznych:
- Socjaldemokratyczna Partia Ludowa (Sosyaldemokrat Halkçı Parti — SHP)
- Partia Słusznej Drogi (Doğru Yol Partisi — DYP)
- Partia Pracujących Turcji (1961) (Türkiye İşçi Partisi — TİP)
- Komunistyczna Partia Turcji (1920) (Türkiye Komünist Partisi — TKP)
- Partia Pokoju i Demokracji (Barış ve Demokrasi Partisi — BDP)
- Postępowa Partia Republikańska (ترقی‌ پرور جمهوریت فرقه‌‌سی)
- Republikańska Chłopska Partia Narodowa (Cumhuriyetçi Köylü Millet Partisi — CKMP)
- Partia Praw i Równości (Hak ve Eşitlik Partisi — HEPAR)
- Nacjonalistyczna Partia Zadaniowa (Milliyetçi Çalışma Partisi — MÇP)
- Partia Zielonych (Yeşiller Partisi — YEŞİLLER)
- Partia Sprawiedliwości (1961) (Adalet Partisi — AP)
- Partia Społeczeństwa Demokratycznego (Demokratik Toplum Partisi — DTP)
- Partia Ocalenia Narodowego (Millî Selâmet Partisii — MSP)
- Rewolucyjna Partia Robotniczo-Chłopska Turcji (Türkiye İhtilâlci İşçi Köylü Partisi — TİİKP)